# Michael Burston
Michael „Mick“ Burston (* 23. Oktober 1949 in Cheltenham, England; † 9. Juli 2011), besser bekannt unter dem Pseudonym Würzel, war ein britischer Gitarrist.

## Leben
Michael Burston war von 1984 bis 1995 Mitglied der englischen Rockband Motörhead. In der Band um Lemmy Kilmister leitete er nach dem Ausstieg von Brian Robertson eine neue Ära ein: Zum ersten Mal hatte Motörhead zwei Gitarristen, da zeitgleich Phil Campbell bei den Briten anheuerte. Burston beteiligte sich zusammen mit Kilmister an einer Benefizaktion zugunsten der Opfer der Stadionkatastrophe im Brüssler Heysel-Stadion 1985.
Die Motörhead-Alben Orgasmatron, 1916 und Bastards wurden von Burstons Gitarrenspiel mitgeprägt. Der Leadgitarrist ist auf sieben Studio- und zwei Livealben der Band vertreten. 1985 war er auf dem Album Metal Anarchy von Warfare als Gastmusiker zu hören. Sein erstes Soloalbum Bess, auf dem er auch singt, erschien 1987. Mitte der 1990er Jahre verließ er Motörhead. Nach seinem Abschied von der Gruppe wirkte er als Gastmusiker für verschiedene Interpreten wie Ozzy Osbourne und Warhead.
Laut Tim Butcher, Kilmisters Bass-Techniker, starb Burston am Vormittag des 9. Juli 2011 an den Folgen einer Herzerkrankung.

## Diskographie (Auswahl)

### Mit Motörhead
- No Remorse (1984)
- The Birthday Party (1985, Video)
- Orgasmatron (1986)
- BBC Live & In-Session (1986, live)
- Rock ’n’ Roll (1987)
- Nö Sleep at All (1988, live)
- 1916 (1991)
- March ör Die (1992)
- Bastards (1993)
- Sacrifice (1995)

### Soloalben
- Bess (1987)
- The Very Best of Würzel (1990)
- Chill Out Or Die (The Ambient Album) (1998)
- Trippin’ Me Nuts Off – Live and Wankered in Leuven (2006)

### Mit Warfare
- Metal Anarchy (1985)

### Mit Warhead
- Warhead (1995)

### Mit Disgust
- A World of no Beauty (1997)